# Konzern
Un Konzern est un terme allemand pour désigner une association d'entreprises qui associe concentration horizontale et concentration verticale. Le mot désigne la forme allemande de contrôle familial sur des entreprises qui restent juridiquement distinctes. 
Les Konzerns ont été lancés de manière massive par l'État impérial allemand qui était très protectionniste.
C'est en 1904 par exemple qu'est fondé le cartel de la chimie qui regroupait AGFA, BAYER, et BASF. 
Un Konzern se compose d'une entreprise qui la contrôle et d'une ou plusieurs entreprises contrôlées. Les relations entre les entreprises qui la contrôlent et celles qui sont contrôlées reposent sur les relations commerciales et de gestion réelles, contrairement aux sociétés mères et aux filiales qui sont liées par l'actionnariat et les droits de vote.
En dehors des professionnels, on entend par "groupe", également à tort, le terme de grandes entreprises - quelle que soit sa structure d'entreprise.
Le concept de groupe est pertinent en matière d'antitrust : le soi-disant privilège de groupe, le privilège des sociétés consolidées du groupe impliquées, signifie qu'en soi, l'interdiction inclut des pratiques qui n'enfreignent pas le droit allemand ou le droit de la Commission européenne (CE) en matière d'antitrust. D'autre part, le concept de groupe dans la loi bancaire dans la formation de l'unité de l'emprunteur et en particulier des grandes limites de crédit d'importance primordiale.
Un groupe est défini comme la fusion d'une société de contrôle et d'une ou plusieurs sociétés dépendantes pour former une unité économique sous la direction de la société de contrôle, chaque société continuant à préparer ses propres comptes annuels. En contrepartie, les différentes entreprises renoncent à leur indépendance économique et financière ; les entreprises restent juridiquement indépendantes. Les sociétés associées sont appelées sociétés de groupe. Le groupe est séparé de la coopération, qui manque régulièrement d'une gestion uniforme.